# Farmaceutica (studentenvereniging)
Farmaceutica is de faculteitskring voor de studenten aan de faculteit farmaceutische wetenschappen aan de Katholieke Universiteit Leuven en tevens een van de oudste faculteitskringen in Leuven. Farmaceutica is lid van de Leuvense Overkoepelende Kring Organisatie en van de Studentenraad KU Leuven.

## Farmaceutica wapenschild
De inspiratie voor het Farmaceutica wapenschild werd opgedaan in het Justus Lipsiuscollege waar nu nog steeds een soortgelijk wapenschild hangt, echter met het opschrift 'ora et labora' (bid en werk). Dit werd omgevormd tot het potjeslatijn 'labo et bibo' (ik werk en ik drink). Strikt genomen zou het moeten zijn 'laboro et bibeo', maar labo slaat meer op 'laboratoriumactiviteiten' en bibo lijkt meer op labo. De symbolen die op het schild staan, hebben er ook betrekking op: aan de zijde van 'labo' staat een mortier, symbool van een apotheker (en zijn handenarbeid). Van hieruit loopt al kronkelend naar de andere zijde, het plezier, de drank en zijn gevolgen, m.a.w. het venijn, voorgesteld door de slang. Centraal bevindt zich het kruis, teken van een medisch beroep. De voornaamste kleur die gebruikt werd, is grasgroen.

## Beknopte geschiedenis
- 1926: Voor het eerst wordt een "Verslagboek van den pharmaceutischen kring" geschreven. Dat zijn de eerste sporen van een farmawerking voor de studenten. Van voor die periode is niets terug te vinden in de archieven. Het bestuur bestaat dan uit een voorzitter, een ondervoorzitter, een erevoorzitter (een functie toegewezen aan een professor), een schatbewaarder en een scriptor.

- 1958: De berichtgeving over de activiteiten van de werking wordt in een nieuwer jasje gestoken en men kan voor de eerste keer in "De Mortier" bladeren. Nog steeds zijn deze uitgaven een verslag van wat er tijdens een lange periode (of zelfs een heel jaar) werd besproken op vergaderingen en georganiseerd voor en door de studenten. Het verslagboek wordt daarna eerder ontspanningsliteratuur, onder de vorm van een regelmatig uitgegeven "Mortier".

- 1965: "De Faun" wordt geboren. Dit blaadje, meestal slechts een viertal pagina's vullend, wordt uitgegeven in samenwerking met Acco, wat toen gebruikelijk was bij de meeste studentenkringen. Het gaat er gewoonlijk om de student te informeren over de alledaagse activiteiten en de laatste gebeurtenissen in en om de faculteit. Daarnaast verschijnt nog af en toe de Mortier.

- 1966: De Farmaceutische Kring krijgt officieel het statuut van een vereniging zonder winstoogmerk, met de hulp van een aantal bereidwillige professoren. Het Farmahuis wordt opgericht en staat centraal voor de organisatie van vele evenementen van de piepjonge vzw. Het Farmahuis veranderde enkele keren van adres: eerst ter hoogte van de Parkstraat 3 onder de naam Mortier, vervolgens in 1966 naar de hoek van de Parkstraat. De farmaceuten laten er echter geen gras over groeien en dopen de kring om tot Farmaceutica.

- 1976: Wordt beschouwd als een lustrumjaar, daar de eerste noties van een farmaceutische kring noteren van 1926

- 1979: Verhuis fakbar (faculteitscafé) naar Parkstraat 29 en herdoping tot 'De Stamper'

- 1982: De fakbar wordt verhuisd naar Parkstraat 69

- 1986: De fakbar verhuist naar Parkstraat 185

- 1990: De fakbar verhuist naar Parkstraat 96 en wordt herdoopt tot 'De Gelule'

- 2001: 'De Gelule' verhuist naar Parkstraat 4 en vanaf nu heet de fakbar 'De Capsule'

- 2012: 'De Capsule' sluit zijn deuren

- 16 oktober 2013: Farmaceutica opent in de Brusselsestraat 91 zijn nieuwe fakbar 'Den Bijsluiter'

- 2017: Fakbar Den Bijsluiter sluit haar deuren
- 2022: Fakbar wordt: Popclub Leuven Kiekenstraat 6, 3000 Leuven
- 2024: De fakbar verhuist voor een jaar naar 't Archief ter hoogte van Zeelstraat 1[bron?]